# Tošio Sakai
Tošio Sakai (japonsky 酒井 淑夫, Sakai Tošio; 31. března 1940, prefektura Tokio – 21. listopadu 1999, Kamakura) byl japonský fotograf pracující pro United Press International a absolvent Univerzity Meidži.

## Životopis
V roce 1968 získal Pulitzerovu cenu za fotografii Dreams of Better Times pořízenou během vietnamské války. Byl prvním člověkem, který získal toto ocenění.
Tošio Sakai zemřel 21. listopadu 1999 ve věku 59 let.